# Stand Up (альбом)
Stand Up — другий студійний альбом англійської групи Jethro Tull, який був випущений 1 серпня 1969 року.

## Композиції
1. A New Day Yesterday — 4:10
2. Jeffrey Goes to Leicester Square — 2:12
3. Bourée — 3:46
4. Back to the Family — 3:48
5. Look into the Sun — 4:20
6. Nothing is Easy — 4:25
7. Fat Man — 2:52
8. We Used to Know — 4:00
9. Reasons for Waiting — 4:05
10. For a Thousand Mothers — 4:13

## Учасники запису
- Мартін Барр — гітара
- Ян Андерсон — флейта, губна гармошка, фортепіано, вокал
- Клайв Банкер — барабани
- Гленн Корнік — бас-гітара